# Prva kitajsko-japonska vojna
Prva Kitajsko Japonska vojna (tudi sino-japonska vojna) se je odvijala med kitajsko dinastijo Qing in Japonskim imperijem v obdobju vladavine Meiji za vpliv na Korejskem polotokom, ter  se končala z Japonsko zmago. Z zmago si je Japonska priključila Korejski polotok, Tajvan, otok Penghu (Peskadore) in polotok Liaodong.
V prvi polovici 19. stoletja se Japonska odprla svetu in s tem končala šogunsko prevlado ter začela z reformo Meiji (1868), s katero se je hitro modernizirala in militarizirala. 
Istočasni poskusi reform pod kitajsko dinastijo Qing so spodleteli. Kitajska je bila pred tem priznana kot vodilna sila v Aziji in je dejansko ali formalno nadzorovala veliko okoliških območji med drugimi josonsko Korejo,[Vietnam|Vietnam] in občasno Japonsko. Po izgubljenih opijskih vojnah (1840-1842 in 1859-1860) pa je Japonska zagledala priložnost  in se odločila zaseči Korejo, ki je bila izjemno pomembna strateška točka med Kitajsko in Japonsko.

## Zaostrovanje napetosti
Koreja je bila izjemno pomembna strateška točka med Kitajsko in Japonsko. Japonci so celo opisali z besedami puščica namerjena v srce Japonske. Ker je imela Kitajska tam vojaško moč so se Japonci počutili ogrožene, poleg tega pa so ugotovili da bi korejsko železo in premog pozitivno vplivala na njihovo naraščajočo industrijsko dejavnost. 

### Incident pri otoku Ganghwa
Leta 1875 so iz korejskih šotorov na plaži otoka Ganghwa streljali na med japonsko izvidniško ladjo in njene spremljevalne vojaške ladje. Japonska je na streljanje odgovorila in uničila korejske šotore, incident pa kot izgovor za odprtje Koreje. Kitajci, ki si niso želeli spopada, so Korejo prepričali v pogajanja. Leta 1876 sta Japonska in Koreja podpisali sporazum v Ganghwaju in s tem priznali Korejo, kot neodvisno državo. Kljub temu pa je Koreja leta 1882 razglasila, da je še vedno odvisna od Kitajske.

### Kapshinski upor
Po letu 1882 je tako Kitajska okrepila svojo pozicijo v Koreji s trgovinskim sporazumom, posojili in šestimi kitajskimi bataljoni, ki naj bi preprečevali japonsko agresijo. To je privedlo  do spopadov med pro-kitajskimi in pro-japonskimi silami v letu 1884. Kitajska, ki je bila v vojni s Francijo je bila primorna vpoklicati tri od osmih bataljonov, kar so podporniki Japonske izkoristili kot priložnost za upor, v katerem so zajeli kralja.   Na državni udar je odgovoril kitajski general Yuan Shikai, ki je napadel zajeto palačo z vojsko 5000 korejskih in kitajskih vojakov, ter premagal pro-japonske sile. 

### Upor Tonghak
V 1860 je religija Tonghak, ki je bila znana po Budistični meditaciji, Konfucijanski etiki, šamanizmu, Taoistični kultivaciji energije, in  Katoliškemu bogu nasprotovala Zahodnim nauku. Upor se je začel med nižjimi sloji aristokratov in sicer proti opresiji in tujim vplivom na Korejskih tleh. Koreja je religijsko gibanje prepovedala in le to je bilo prisiljeno delovati podtalno. Pri tem jim je z organizacijo uporov in protestov pomagala skrivna japonska družba imenovana Genyosha. Gibanje se je ohranilo vse do leta 1894, ko je  11. januarja  Koreja nad Tonghake poslala vojsko in pri tem za pomoč prosila Kitajsko. Sodelovanje 2800 enot pod vodstvom Yuan Shikaija je Tonghake prisilio v predajo. Japonska je kitajsko pomoč Koreji razumela kot kršenje sporazuma in poslala 800 svojih enot v Korejo, kjer so obkolile Seoul. Ko so zavzeli palačo so kralja prisilil, da še enkrat prizna neodvisnost Koreje in da prepusti monopol nad korejskimi surovinami sedaj Japonski.

## Potek vojne
Uradno se je vojna pričela, ko je prišlo do pomorskega spopada v Asanskem zalivu, ki je vodil v bitko pri Pungdoju. Japonske je hitro napadla kitajske pozicije na korejski strani Asanskega zaliva. Japonska je z zmagami v bitkah pri Seonghwanu in Pyongyangu pregnala kitajsko vojsko s polotoka. Z agresivnimi napadi so nadaljevali v bitki pri reku Yalu, kjer so potopili 8 kitajskih bojnih ladij. Korejsko-kitajske čete so se bile primorane umakniti v Mandžurijo, vendar pa so jim Japonci sledili in jih premagali v bitki pri Jiulangchengu in Lushunkouu (Port Arthur), kjer  so Japonci pobili tudi več tisoč kitajskih civilistov. Sledila je še bitka pri Weihaiweiju, sklepno dejanje vojne pa je bila bitka v bližini pristanišča Yingkou v Mandžuriji. 

## Konec vojne - Sporazum v Shimonosekiju
17. aprila 1895 sta Japonska in Kitajska podpisali sporazum v Shimonosekiju in s tem končali vojno. Kitajska je umaknila vso oblast nad Korejo, Tajvan, otočje Penghu ter vzhodni del  polotoka Liaodong  pa prepustila Japonski. Kitajska je morala plačati vojno odškodnino in reparacije.  Poleg tega je Japonska s sporazumom dobila tudi pravico gradnje tovarn in industrije na Kitajskem.  